# Romain Graziani
 (février 2025).
Motif : Où sont les sources secondaires démontrant une notoriété encyclopédique ? Respect de WP:NSU (aucune source ne permet de vérifier un des critères) ?
- Archive Wikiwix
- Bing
- Cairn
- DuckDuckGo
- E. Universalis
- Gallica
- Google
- G. Books
- G. News
- G. Scholar
- Persée
- Qwant
- (zh) Baidu
- (ru) Yandex
- (wd) trouver des œuvres sur Wikidata

| 1. | Préciser le motif de la pose du bandeau. | Précisez le motif de la pose du bandeau en utilisant la syntaxe suivante : {{admissibilité à vérifier\|date=juillet 2025\|motif=remplacez ce texte par le motif}}                    |
| 2. | Informer les utilisateurs concernés.     | Pensez à avertir le créateur de l'article, par exemple, en insérant le code ci-dessous sur sa page de discussion : {{subst:avertissement admissibilité à vérifier\|Romain Graziani}} |

 (février 2025).
Si vous disposez d'ouvrages ou d'articles de référence ou si vous connaissez des sites web de qualité traitant du thème abordé ici, merci de compléter l'article en donnant les références utiles à sa vérifiabilité et en les liant à la section « Notes et références ».
Pour les articles homonymes, voir Graziani.
Romain Graziani est un sinologue, philosophe et écrivain français né en 1971, professeur en études chinoises à l’École normale supérieure de Lyon. Il est l’auteur de nombreux travaux sur l’histoire intellectuelle de la Chine ancienne, en particulier sur le Zhuangzi.

## Formation et carrière universitaires
Romain Graziani intègre l’École normale supérieure de la rue d’Ulm en 1992, où il étudie la philosophie et obtient l’agrégation de philosophie en 1995. Après un travail de DEA intitulé « Du statut ontologique des objets négatifs chez Meinong, Twardowski et Husserl » et dirigé par Claudine Tiercelin, il s’oriente à partir de 1996 vers l’étude de la langue et de la civilisation chinoises, et étudie à l’université de Cambridge et à l’université Harvard. Il soutient en 2001 à l’université Paris-Diderot sa thèse de doctorat dirigée par François Jullien et Mark Edward Lewis (en) intitulée « De la régence du monde à la souveraineté intérieure. « Une étude des chapitres de « L’Art de l’esprit » des Écrits de Maître Guan (Guanzi) ».
Il est élu maître de conférences en études chinoises en 2003 à l’université Paris-Diderot. En 2009, il devient professeur en études chinoises à l’ENS de Lyon, où il dirige la section de chinois. Depuis 2008, il enseigne également à l’Université de Genève.

## Travaux
Ses premiers travaux remarqués ont été consacrés au taoïsme ancien, et en particulier au Zhuangzi. Il publie en 2006 aux éditions Gallimard Fictions philosophiques du Tchouang-tseu, inspiré notamment par les travaux de Jean François Billeter et de Jean Levi. Selon ce dernier, Graziani « y fait un sort à l’image d’un Zhuangzi maître de sagesse dispensant l’art souriant de traverser les vicissitudes de l’existence sans y laisser trop de plumes et insiste sur la dimension politique de la critique de la conscience intentionnelle et des catégories du discours à laquelle se livre Zhuangzi.».
En 2011, il poursuit son enquête sur le taoïsme ancien dans Les Corps dans le taoïsme ancien, ouvrage dans lequel il analyse notamment les corps difformes et informes dans le Zhuangzi et le Liezi.
En 2019, il publie un essai intitulé L’Usage du vide aux éditions Gallimard. Il y analyse les paradoxes de la volonté, en s’appuyant tant sur le taoïsme ancien que sur la philosophie occidentale contemporaine.
En 2025, il publie, toujours aux éditions Gallimard, un essai intitulé Les Lois et les Nombres. Il s’y intéresse aux origines de l’imaginaire de la quantification et de l’impartialité de la loi dans la Chine ancienne, et à la manière dont celui-ci n’a cessé d’innerver tradition politique chinois.

## Autres
Romain Graziani est également l’auteur d'ouvrages de poésie et de nouvelles publiés aux éditions Corti (d) et aux éditions Fata Morgana. Il traduit par ailleurs des textes littéraires chinois vers le français, tels que Le Détachement féminin rouge de Jiang Yun (en) chez Hermits United, en collaboration avec Song Gang (2024).
Joueur de tennis émérite, il terrasse ses adversaires au Jardin du Luxembourg, à Paris.

## Œuvres

### Œuvre littéraire et poétique
- Amor fati, Paris, Corti, 1998  (ISBN 9782714306319).
- Mues indigènes, Saint-Clément-de-Rivière, Fata Morgana, 2002  (ISBN 9782851945808).
- L’homme qui voulait naître moi, Saint-Clément-de-Rivière, Fata Morgana, 2005  (ISBN 9782851946409).
- Légende d’Ôé, Saint-Clément-de-Rivière, Fata Morgana, 2014  (ISBN 9782851949127).

### Œuvre sinologique et philosophique
- Fictions philosophiques du Tchouang-tseu, Paris, Gallimard, coll. « L'Infini », 2006  (ISBN 9782070779963).
- Les Corps dans le taoïsme ancien, Paris, Belles Lettres, coll. « Realia », 2006  (ISBN 9782251338361).
- Écrits de Maître Guan. Les Quatre traités de l’Art de l’esprit, Paris, Belles Lettres, coll. « Bibliothèque chinoise », 2011  (ISBN 9782251100074).
- Une voix pour l’évasion. Tsi K’ang (223-262) et sa lettre de rupture, suivi de Tsi K’ang et l’art de la fugue, Saint-Clément-de-Rivière, Fata Morgana, 2015  (ISBN 9782851949431).
- L’Usage du vide. 'Essai sur l’intelligence de l’action, de l’Europe à la Chine, Paris, Gallimard, coll. « Bibliothèque des sciences humaines », 2019  (ISBN 9782072855146).
- Fiction and Philosophy. An Introduction to Early Chinese Taoist Thought, Londres & New York, Bloomsbury Academic, 2021  (ISBN 9781350124325).
- Les Lois et les Nombres, Paris, Gallimard, coll. « Bibliothèque des histoires », 2025  (ISBN 9782073015365).

### Traductions
- Jiang Yun (en), Le détachement féminin rouge (en collaboration avec Song Gang), Londres & Paris, Hermits United, 2024  (ISBN 9781739389734).
- Traduction (avec introduction) du traité L’Art de nourrir le principe vital (Yang sheng lun  養生論) de Xi Kang (3e siècle), in Volume d’hommage à Catherine Despeux, L’Asiathèque, 2024.

### Articles et chapitres d’ouvrages (sélection)
- « Énergie vitale, puissance spirituelle et pouvoir politique : genèse de la souveraineté dans le discours philosophique en Chine ancienne », Cahiers du Centre Marcel Granet, vol. 1,‎ 2003, p. 25-48.
- « Le Roi et le Soi ; ou de quel soi parle-t-on dans la Culture de soi ? Contribution à une anthropologie philosophique en Chine ancienne », Cahiers du Centre Marcel Granet, vol. 2,‎ 2004, p. 141-195.
- « Optimal States and Self-Defeating Plans : The Problem of Intentionality in Early Chinese  Self-Cultivation », Philosophy East and West, vol. 59 (4),‎ 2009, p. 440-467.
- « Rhetoric that Kills, Rhetoric that Heals », Extrême-Orient Extrême-Occident, no 33,‎ 2012, p. 1-28.
- « Monarch and Minister: Reflections on an impossible partnership in the building of absolute monarchy », dans Paul Goldin, Martin Kern, and Yuri Pines (dir.), The Ideology of Power and the Power of Ideology in early China, Leyden, Brill, coll. « Sinica Leidensia », 2015  (ISBN 978-90-04-29933-7), p. 155-18.
- « What's in a Slogan? The Political Rationale Behind "Enrich the State, Strengthen the army (富國強兵) and its Economic Quandary », dans Yuri Pines, Lee Wai-yee (dir.), Keywords in Chinese thought, Hong Kong, Hong-Kong University Press, 2020  (ISBN 9789882371194), p. 123-168.
- « Elusive Masters, Powerless Teachers and Dumb Sages. Exploring pedagogic skills in the Zhuangzi », dans Karyn Lai, Wai Wai Chiu (dir.), Skill and Mastery: Philosophical Stories from the Zhuangzi, Rowman and Littlefield International, CEACOP East Asian Comparative Ethics, Politics and Philosophy of Law Series, 2020  (ISBN 1786609134), p. 61-84.
- « The Ruler’s New Tools: Fa  法 and their Paradigm of Measure in Early China », dans Yuri Pines (dir.), Dao Companion to China’s fa Tradition, New York, Springer, coll. « Dao Companions to Chinese Philosophy », 2024 (ISBN 978-3-031-53632-8), p. 373-404.
- « Voices from the Other Side: Exploring Nonhuman Agents and Their Narrative Function in the Zhuangzi », Journal of Chinese Literature and Culture, vol. 11(1),‎ 2024, p. 22-47.